# Adolf Rieger
Adolf Hermann August Rieger (Berlino, 25 agosto 1899 – Stoccarda, 2 maggio 1956) è stato un lottatore tedesco, specializzato nella lotta greco-romana.

## Palmarès

### Olimpiadi
- 2 medaglie:
  - 1 argento (Amsterdam 1928 nella lotta greco-romana, pesi medio-massimi)